# Marc Richards
Marc Richards, född 8 juli 1982 i Wolverhampton, är en engelsk fotbollsspelare (anfallare) som spelar för Cambridge United. Tidigare har han spelat för bland annat Blackburn Rovers, Crewe Alexandra, Swansea City och Barnsley.